# Delfshaven (metrostation)
Het Rotterdamse metrostation Delfshaven ligt in het stadsdeel Delfshaven en wordt aangedaan door de metrolijnen A, B en C. Het station is gebouwd onder de Schiedamseweg en werd geopend op 25 april 1986, als onderdeel van de westelijke verlenging van station Coolhaven tot het Marconiplein.
Bij de ingang van het metrostation staat een beeld van beeldhouwer Eddy Roos. Sinds de renovatie van 2001 zijn de wanden van de perrons versierd met traditionele Delfts blauw-motieven.
Bij het station stopt ook tramlijn 8.
Bij de ingang bevindt zich een kantoortje vanwaar men overzicht over de stationshal heeft.

## Foto's

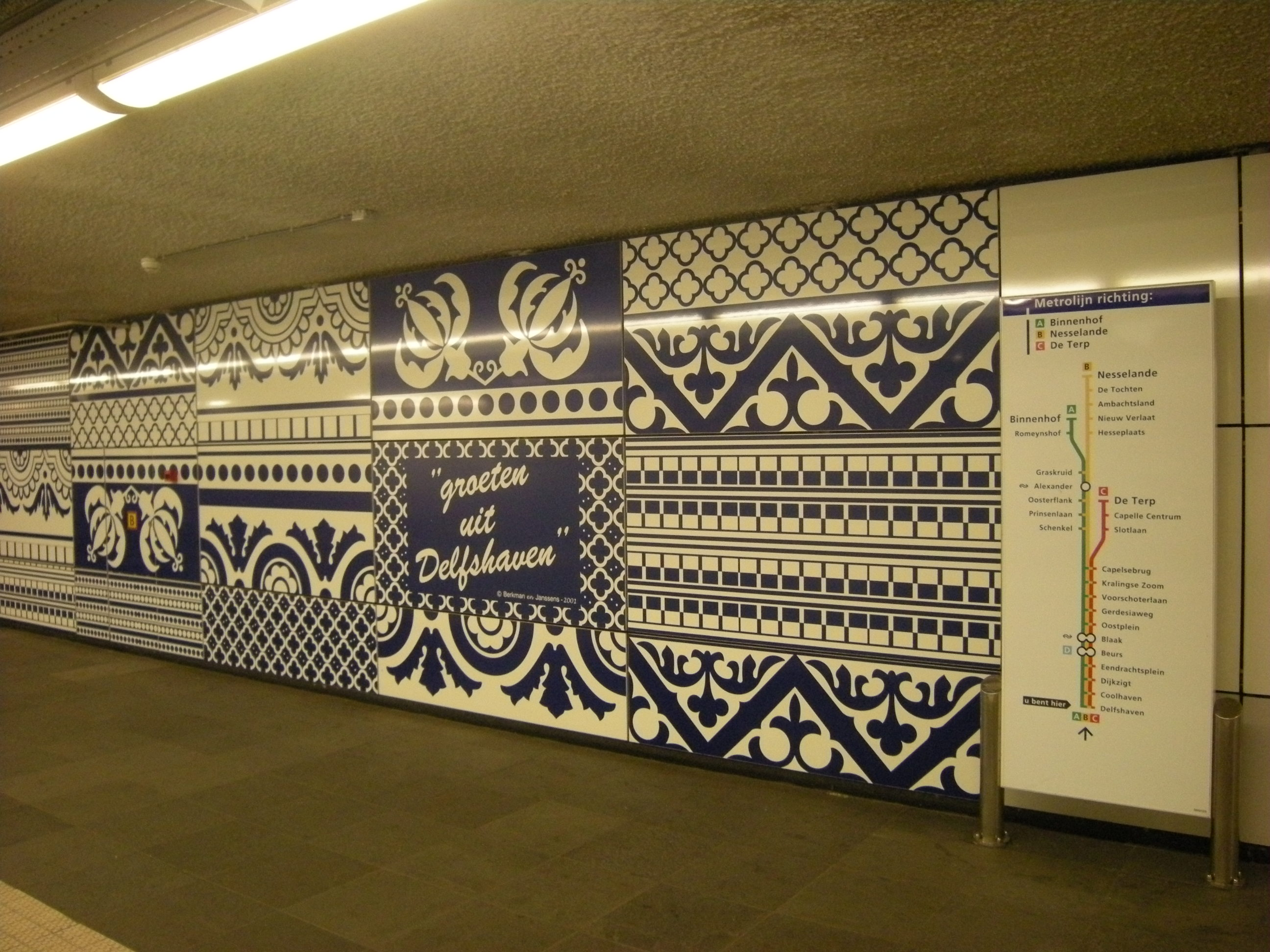
De tegelmotieven in de hal.
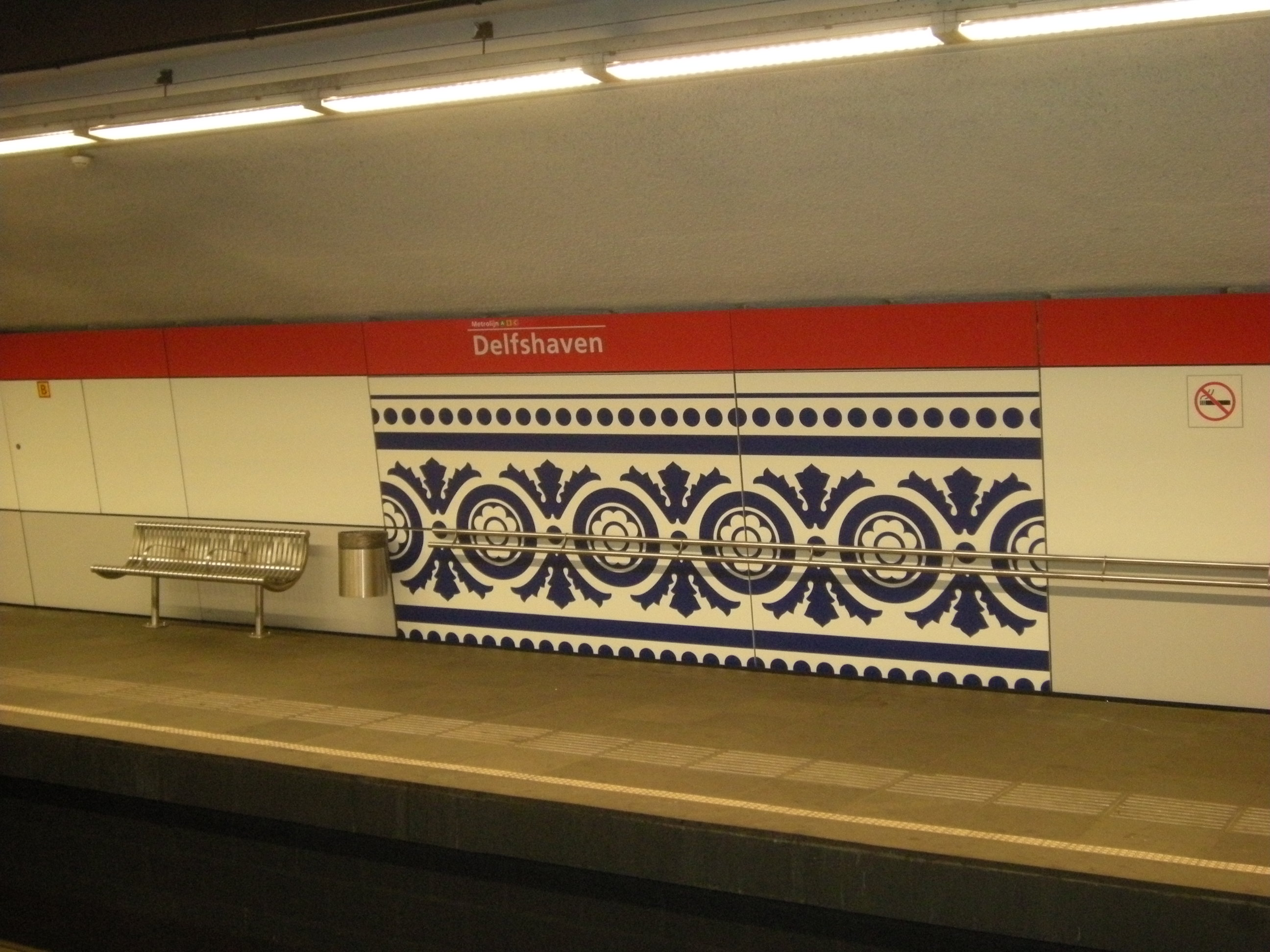
Een van de tegelmotieven op het perron.

Binnenhof · Romeynshof · Graskruid · Alexander  · Oosterflank · Prinsenlaan · Schenkel · Capelsebrug · Kralingse Zoom · Voorschoterlaan · Gerdesiaweg · Oostplein · Blaak  · Beurs · Eendrachtsplein · Dijkzigt · Coolhaven · Delfshaven · Marconiplein · Schiedam Centrum  · Schiedam Nieuwland · Vlaardingen Oost · Vlaardingen Centrum · Vlaardingen West
Nesselande · De Tochten · Ambachtsland · Nieuw Verlaat · Hesseplaats · Graskruid · Alexander  · Oosterflank · Prinsenlaan · Schenkel · Capelsebrug · Kralingse Zoom · Voorschoterlaan · Gerdesiaweg · Oostplein · Blaak  · Beurs · Eendrachtsplein · Dijkzigt · Coolhaven · Delfshaven · Marconiplein · Schiedam Centrum  · Schiedam Nieuwland · Vlaardingen Oost · Vlaardingen Centrum · Vlaardingen West · Maassluis Centrum · Maassluis West · Steendijkpolder · Hoek van Holland Haven · Hoek van Holland Strand
De Terp · Capelle Centrum · Slotlaan · Capelsebrug · Kralingse Zoom · Voorschoterlaan · Gerdesiaweg · Oostplein · Blaak  · Beurs · Eendrachtsplein · Dijkzigt · Coolhaven · Delfshaven · Marconiplein · Schiedam Centrum  · Parkweg · Troelstralaan · Vijfsluizen · Pernis · Tussenwater · Hoogvliet · Zalmplaat · Spijkenisse Centrum · Heemraadlaan · De Akkers
- Virtual International Authority File: 195367728